# Jean-Michel Chevotet
 (février 2012).
Si vous disposez d'ouvrages ou d'articles de référence ou si vous connaissez des sites web de qualité traitant du thème abordé ici, merci de compléter l'article en donnant les références utiles à sa vérifiabilité et en les liant à la section « Notes et références ».
Jean-Michel Chevotet (11 juillet 1698 à Paris où il meurt le 4 décembre 1772), est architecte du roi et de la première classe de l'Académie royale d'architecture, jardinier français de l'école de Le Nôtre, et spécialiste de l'hydraulique.

## Biographie
Jean-Michel Chevotet naît à Paris sur la paroisse Saint-Sulpice, il est baptisé le 11 juillet 1698. Il est le fils de Jean Chevotet, marchand de vin, et de Marie Madeleine Eli, qui tiennent une boutique dans la rue de Tournon à l'enseigne de l'Hermitage.

### Ses débuts
Il fait de rapides progrès dans l'art du dessin à l'école des Audran. Cet architecte a sûrement été introduit dans le milieu du bâtiment par son grand-oncle Jean Chouannet, tailleur de pierre, ou par Louis Sublau, également tailleur de pierre. Il faut au mieux imaginer que ses talents de dessinateur l'incitent très vite à exécuter, dès 1718, des relevés d’architecture.[réf. nécessaire]
En 1722, il remporte le Grand Prix de Rome de l'Académie royale d'architecture avec une étude d'arc de triomphe, alors qu'il est l'élève de Jean-Baptiste Alexandre Le Blond. Le prince de Guise et le prince Charles de Lorraine lui confient des travaux importants[Lesquels ?].
Dessinateur talentueux, il illustre plusieurs traités d'architecture dont Versailles immortalisé (1720-1725) de Jean-Baptiste de Monicart et L'Architecture française (1727) de Pierre-Jean Mariette.
En 1732, il devient, par décision du roi, membre de l'Académie royale d'architecture. Il avait levé tous les plans des maisons royales. Il fait construire, sur ses dessins, l'église et la maison les frères de Saint-Jean-de-Dieu, appelés aussi frères de la Charité, à Château-Thierry.

### Architecte de l'Académie royale d'architecture
En 1748 et 1753, il soumet sans succès quatre projets pour la future place Louis XV. Il n'est pas davantage retenu en 1764 pour l'agrandissement du Palais Bourbon. En 1749 et en 1751, il est élu à la première classe de l'Académie royale d'architecture, mais ce choix n'étant pas ratifié par le roi, il doit attendre 1754 et la mort de Germain Boffrand pour accéder à cette distinction.

### Une clientèle aristocratique fortunée
Malgré un certain mépris de la part de l'entourage du roi[réf. nécessaire], Jean-Michel Chevotet, Prix de Rome, n'en établit pas moins sa réputation d'architecte auprès d'une clientèle aristocratique fortunée et adapte de nombreux hôtels parisiens existants au goût du jour. Ce promoteur et entrepreneur de travaux publics livre des châteaux « clefs en main ».
Une collaboration s'établit entre Pierre Contant d'Ivry, Chevotet et son gendre Jean-Baptiste Chaussard. En 1752, la sœur de Madame Chevotet, Louise Gabrielle Rémond, épouse le peintre du roi Jean Valade. Ce dernier présente aux Salons, à partir de 1755, les portraits des membres de sa belle-famille[réf. nécessaire]. Il est associé à la trilogie d'architectes « Chevotet, Contant, Chaussard ». En 1767, il expose au Salon le portrait de feu le maréchal de Belle-Isle († 1761)[réf. nécessaire], pour qui Contant a construit les écuries du château de Bizy, et Chaussard donne les plans du tombeau dans la Collégiale Notre-Dame de Vernon[réf. nécessaire].

#### Le château d'Arnouville (1750)

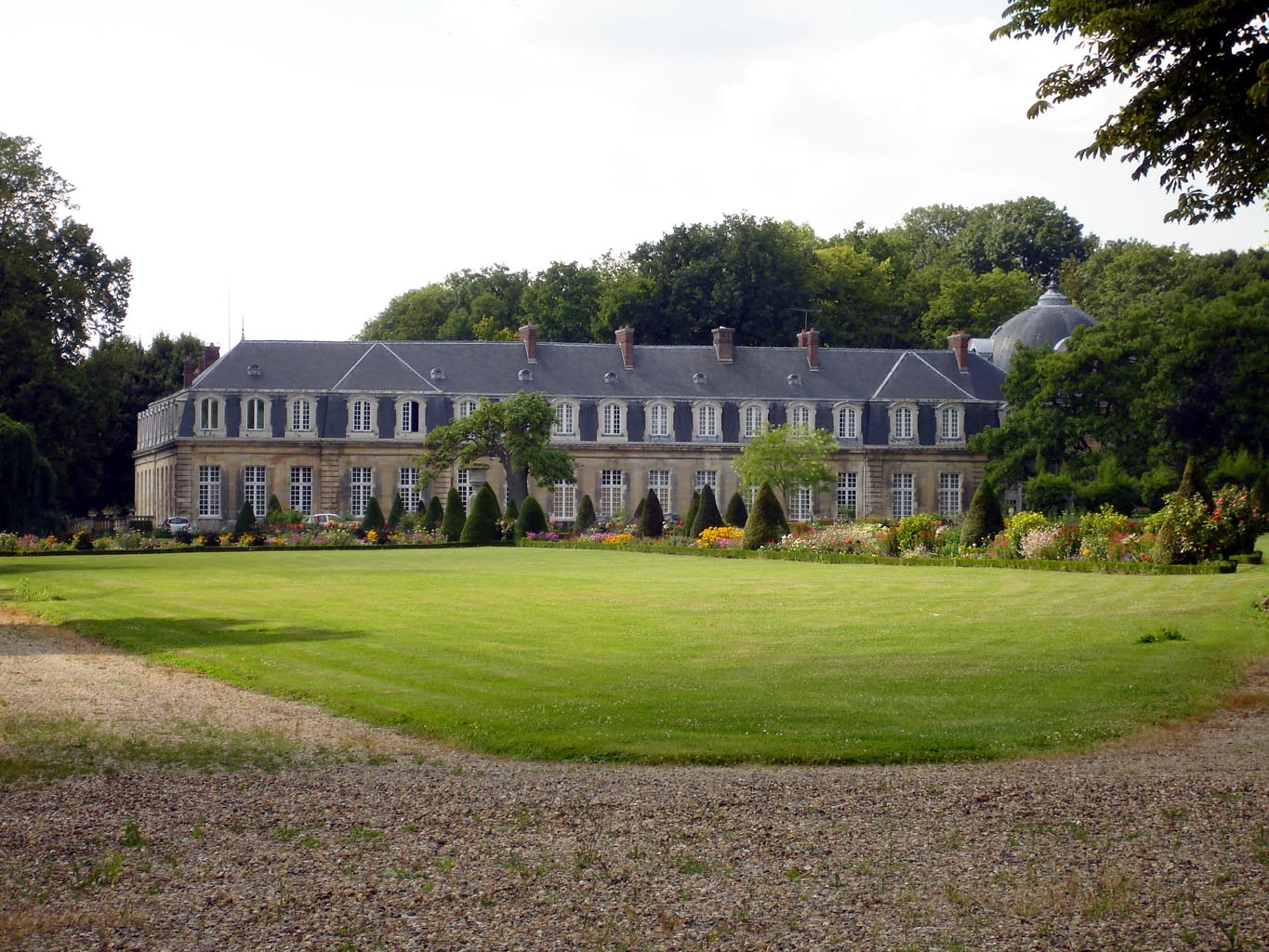
Le château d'Arnouville-lès-Gonesse.

En 1750, le château d'Arnouville à Arnouville-lès-Gonesse est construit pour le contrôleur général des finances de Louis XV, Jean-Baptiste de Machault d'Arnouville. Celui-ci veut bâtir un château moderne dans un parc à la place du modeste pavillon qu'il a hérité de son père dans ce village, siège d'une seigneurie appartenant à sa famille depuis le XVIIe siècle. Sur des dessins de Pierre Contant d'Ivry, Jean-Michel Chevotet dirige les principaux chantiers et aménage le parc entre 1750 et 1757. Seules les écuries, l'orangerie, une partie du château et l'aménagement du parc sont achevés.

#### Le château de Petit-Bourg

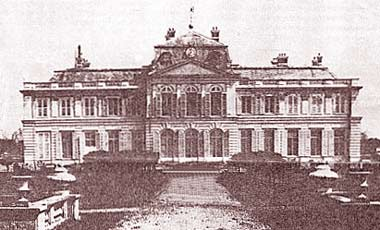
Château de Petit-Bourg (détruit en 1944), constituait une maison de campagne proche de Paris.

En 1756, Chevotet commence la construction du château de Petit-Bourg, à Évry, pour la présidente Chauvelin (Marie Renée Jacomel, veuve de Louis Chauvelin), sur le domaine que Louis XIV avait offert à Madame de Montespan. L'ancien château est entièrement démoli en 1750 et remplacé par ce nouveau château dans le goût néo-classique. Il dessine également des jardins du château de Petit-Bourg.

#### Le château de Champlâtreux (1751 et 1757)
Entre 1751 et 1757, Jean-Michel Chevotet construit une autre maison de campagne autour de Paris, le château de Champlâtreux, pour Mathieu-François Molé. Le château de Champlâtreux est un parfait exemple de l'architecture classique, majestueuse, sans excès et conçu pour recevoir.
Dans les années 1735-1740, Jean-Michel Chevotet avait déjà construit les deux pavillons de garde et tracé des jardins à la française ainsi que la demi-lune devant l'entrée. Pour tenir ainsi les coûts, Chevotet crée une briqueterie en face du château, utilise du gypse trouvé sur la propriété pour faire du plâtre, tire le bois des forêts avoisinantes et la pierre des carrières de Luzarches et Saint-Maximin (Oise).
Considérablement enrichi, Jean Michel Chevotet ralentit son activité à partir de 1765, et ses principaux chantiers sont terminés par son gendre Jean-Baptiste Chaussard.

#### Autres réalisations

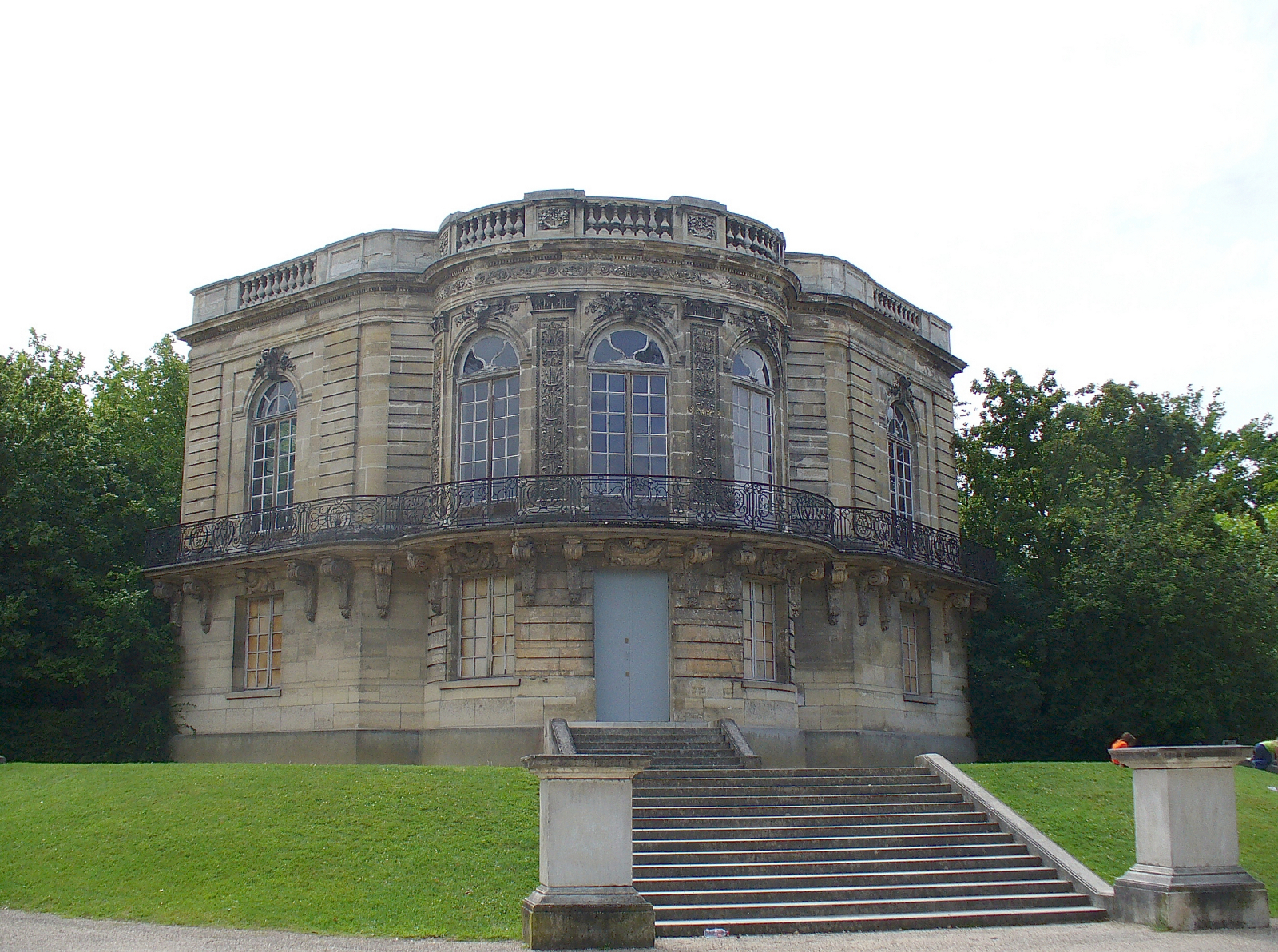
Pavillon de Hanovre

- le Pavillon de Hanovre pour le Maréchal de Richelieu rue Neuve-Saint-Augustin (ce pavillon, démonté lors de la construction du Palais Berlitz sur le boulevard des Italiens actuel) sera remonté en 1932 dans le parc du château de Sceaux)[10] ;
- l'hôtel Molé (dit aussi hôtel de Roquelaure) (1741-1742), rue Saint-Dominique (aujourd'hui 246 boulevard Saint-Germain) ;
- l'hôtel de Béthune-Sully (dit aussi hôtel de Lesdiguières) (1756-1757), rue Saint-Dominique (aujourd'hui 248 boulevard Saint-Germain) ;
- l'hôtel Perrinet de Jars, 33 rue du Faubourg-Saint-Honoré ;
- le château de Mareuil-sur-Ay. Château construit entre 1771 et 1774 sur les plans de l'architecte Chevotet, et terminé par Chaussard[11]
- le château de Pauges, pour le trésorier de l'extraordinaire des guerres ;
- le château de Donjeux, près de Joinville en Champagne ;
- le château de Grandpré, en Champagne ;
- le jardin du pavillon La Bouëxière.

Il dessine également des jardins à Orsay (1758-1764) pour Pierre Gaspard Marie Grimod d'Orsay. À Gagny, Jean Michel Chevotet améliore le parc du pavillon Gaillard de la Bouexière.

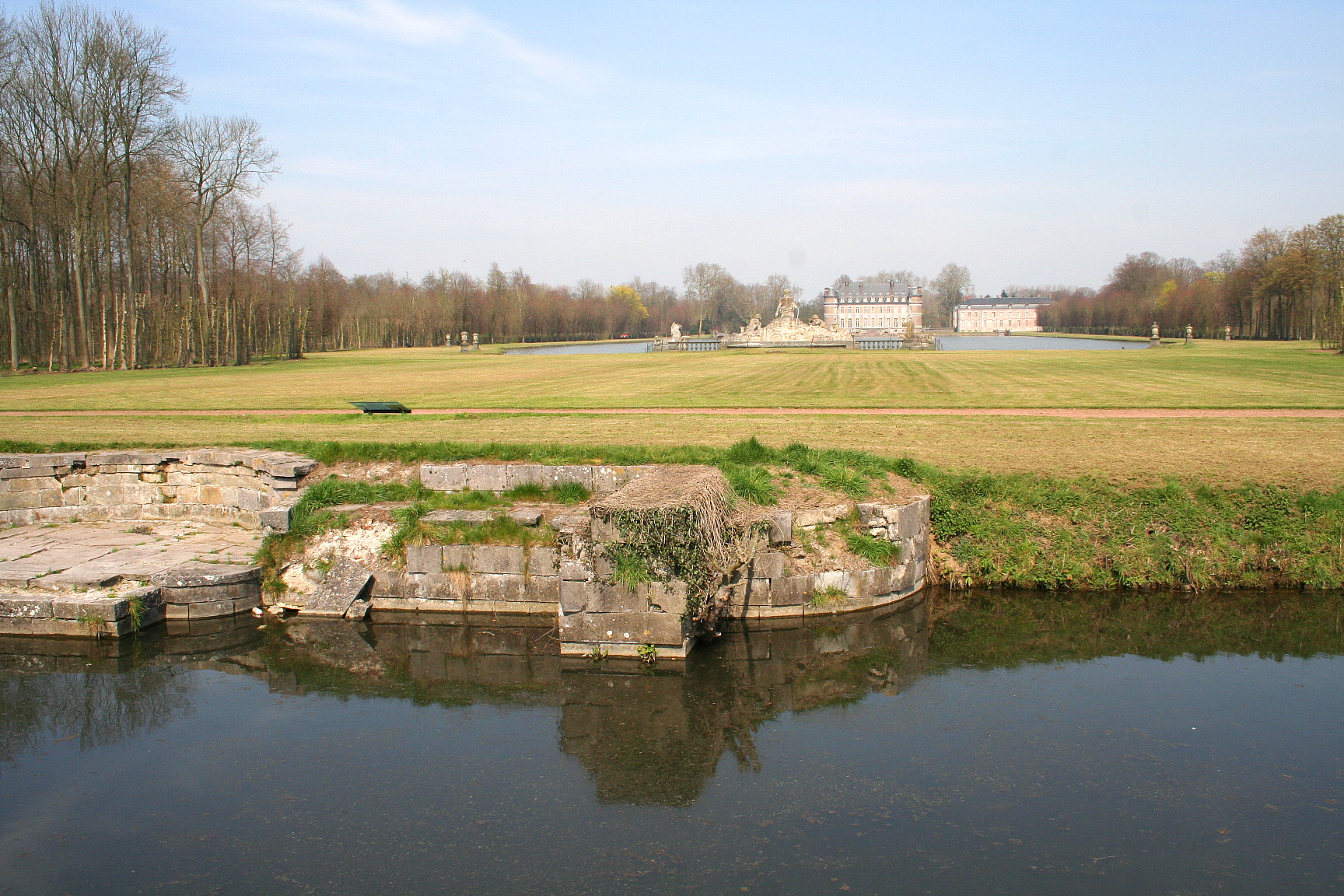
Belœil, le parc du château des princes de Ligne, la forêt jardinisée, les canaux, la perspective à perte de vue sur la façade sud-ouest du château et la fontaine de Chevotet.

Entre (1754 et 1760), le prince Claude Lamoral II de Ligne dépense des millions pour donner à son château de Belœil et à ses jardins une grande magnificence. Il fait appel à Chevotet, grand connaisseur de la production architecturale du règne du Louis XIV.[réf. nécessaire] L'installation en 1761 du groupe sculpté de Neptune à l'extrémité de la grande pièce d'eau est l'achèvement de ce chef-d'œuvre de jardin à la française[réf. nécessaire]. Chevotet entoure enfin le château d'une forêt jardinisée.

### Chevotet dessinateur
Nous devons à Chevotet beaucoup de dessins d'architectures et de projets réalisés pour d'autres architectes. Les Beaux-Arts de Paris en conserve un grand nombre.
Hôtel d'Etampes :
- Elévation de la façade sur cour, plume, encre noire et lavis d'encre de Chine, aquarelle bleue, frotté à la sanguine au verso, 0,173 x 0,255 m, Paris, Beaux-Arts de Paris, Inv. EBA 1886[13].
- Coupe et profil de l'hôtel, plume, encre noire et lavis d'encre de Chine, aquarelle bleue, jaune orangé et verte, frotté à la sanguine au verso, 0,163 x 0,296 m, Paris, Beaux-Arts de Paris, Inv. EBA 1887[14].
- Elévation de la façade sur jardin, plume, encre noire et lavis d'encre de Chine, aquarelle bleue, frotté à la sanguine au verso, 0,164 x 0,255 m, Paris, Beaux-Arts de Paris, Inv. EBA 1888[15].

Hôtel d'Estrées :
- Elévation de la façade sur jardin, plume, encre noire et lavis d'encre de Chine, frotté à la sanguine au verso, 0,164 x 0,332 m, Paris, Beaux-Arts de Paris, Inv. EBA 1884[17].
- Elévation de la façade sur cour, plume, encre noire et lavis d'encre de Chine, aquarelle bleue, frotté à la sanguine au verso, 0,160 x 0,327 m, Paris, Beaux-Arts de Paris, Inv. EBA 1885[18].

Hôtel Chanac de Pompadour :
- Elévation de la façade sur cour, plume, encre noire et lavis d'encre de Chine, aquarelle bleue et jaune vert, frotté à la sanguine au verso, 0,173 x 0,302 m, Paris, Beaux-Arts de Paris, Inv. EBA 1914[20].
- Elévation de la façade sur jardin, plume, encre noire et lavis d'encre de Chine, frotté à la sanguine au verso, 0,178 x 0,302 m, Paris, Beaux-Arts de Paris, Inv. EBA 1915[21].

Hôtel de Gournay
- Elévation de la façade sur cour, plume, encre noire et lavis d'encre de Chine, aquarelle bleue et jaune vert, frotté à la sanguine au verso, 0,178 x 0,263 m, Paris, Beaux-Arts de Paris, Inv. EBA 1866[23].
- Elévation de la façade sur jardin, plume, encre noire et lavis d'encre de Chine, frotté à la sanguine au verso, 0,183 x 0,245 m, Paris, Beaux-Arts de Paris, Inv. EBA 1865[24].

Hôtel de Béthune
- Plan au rez-de-chaussée, plume, encre noire et lavis d'encre de Chine, aquarelle verte, frotté à la sanguine au verso, 0,281 x 0,279 m, Paris, [eaux-Arts de Paris, Inv. EBA 1871.
- Elévation de la façade sur cour, plume, encre noire et lavis d'encre de Chine, aquarelle bleue et jaune orangé, frotté à la sanguine au verso, 0,134 x 0,268 m, Paris, Beaux-Arts de Paris, Inv. EBA 1872[26].
- Coupe et profil de l'hôtel, plume, encre noire et lavis d'encre de Chine, aquarelle bleue et jaune orangé, frotté à la sanguine au verso, 0,134 x 0,288 m, Paris, Beaux-Arts de Paris, Inv. EBA 1873[27].
- Entrée de l'hôtel sur la rue Saint-Dominique, plume, encre noire et lavis d'encre de Chine, aquarelle bleue, frotté à la sanguine au verso, 0,160 x 0,327 m, Paris, Beaux-Arts de Paris, Inv. EBA 1874[28].
- Elévation de la façade sur jardin, plume, encre noire et lavis d'encre de Chine et aquarelle bleue, frotté à la sanguine au verso, 0,093 x 0,283 m, Paris, Beaux-Arts de Paris, Inv. EBA 1875[29].

Hôtel du Lude
- Elévation de la façade sur cour des écuries et sur la grande cour, plume, encre noire et lavis d'encre de Chine, frotté à la sanguine au verso, 0,158 x 0,307 m, Paris, Beaux-Arts de Paris, Inv. EBA 1896[31].
- Elévation de la façade sur jardin, plume, encre noire et lavis d'encre de Chine, frotté à la sanguine au verso, 0,172 x 0,304 m, Paris, Beaux-Arts de Paris, Inv. EBA 1897[32].

Hôtel de Maisons
- Elévation des la façades sur jardin et sur cour, plume, encre noire et lavis d'encre de Chine, frotté à la sanguine au verso, 0,217 x 0,302 m, Paris, Beaux-Arts de Paris, Inv. EBA 1900[34].

Hôtel d'Auvergne
- Elévation des la façades sur jardin et sur cour, plume, encre noire et lavis d'encre de Chine, frotté à la sanguine au verso, 0,234 x 0,241 m, Paris, Beaux-Arts de Paris, Inv. EBA 1868[36].

Hôtel d'Humières
- Plan du premier étage et élévation de la principale porte d'entrée, plume, encre noire et lavis d'encre de Chine, aquarelle bleue, frotté à la sanguine au verso, 0,234 x 0,241 m, Paris, Beaux-Arts de Paris, Inv. EBA 1891[38].

Hôtel du Maine
- Plan du premier étage et élévation de la porte d'entrée, plume, encre noire et lavis d'encre de Chine, aquarelle bleue, frotté à la sanguine au verso, 0,248 x 0,344 m, Paris, Beaux-Arts de Paris, Inv. EBA 1898[40].
- Élévation de la façade de l'aile et coupe du grand corps de logis, plume, encre noire et lavis d'encre de Chine, aquarelle bleue, frotté à la sanguine au verso, 0,189 x 0,343 m, Paris, Beaux-Arts de Paris, Inv. EBA 1899[41].

Hôtel de Vauvray
- Élévation de la façade sur cour, plume, encre noire et lavis d'encre de Chine, aquarelle bleue, frotté à la sanguine au verso, 0,182 x 0,119 m, Paris, Beaux-Arts de Paris, Inv. EBA 1927[43].

Hôtel de Sagonne
- Élévation de la façade sur cour, plume, encre noire et lavis d'encre de Chine, aquarelle bleue, frotté à la sanguine au verso, 0,209 x 0,200 m, Paris, Beaux-Arts de Paris, Inv. EBA 1905[45].
- Élévation de la façade sur jardin, plume, encre noire et lavis d'encre de Chine et aquarelle bleue, frotté à la sanguine au verso, 0,212 x 0,203 m, Paris, Beaux-Arts de Paris, Inv. EBA 1906[46].

Hôtel de Rohan
- Élévation de la façade sur cour, plume, encre noire et lavis d'encre de Chine, aquarelle bleue, frotté à la sanguine au verso, 0,195 x 0,255 m, Paris, Beaux-Arts de Paris, Inv. EBA 1916[48].

Place des Victoires
- Élévation d'une partie de la place, plume, encre noire et lavis d'encre de Chine, aquarelle bleue, frotté à la sanguine au verso, 0,238 x 0,318 m, Paris, Beaux-Arts de Paris, Inv. EBA 1925[50].
- Élévation d'une partie de la place, plume, encre noire et lavis d'encre de Chine, aquarelle bleue, frotté à la sanguine au verso, 0,238 x 0,382 m, Paris, Beaux-Arts de Paris, Inv. EBA 1926[51].

Hôtel de Sonning
- Élévation de la façade sur cour, plume, encre noire et lavis d'encre de Chine, aquarelle bleue, frotté à la sanguine au verso, 0,179 x 0,259 m, Paris, Beaux-Arts de Paris, Inv. EBA 1920[53].
- Élévation de la façade sur jardin, plume, encre noire et lavis d'encre de Chine et aquarelle bleue, frotté à la sanguine au verso, 0,182 x 0,260 m, Paris, Beaux-Arts de Paris, Inv. EBA 1921[54].

Hôtel de la Cour des Chiens
- Élévation de la façade sur cour, plume, encre noire et lavis d'encre de Chine, aquarelle bleue, frotté à la sanguine au verso, 0,241 x 0,340 m, Paris, Beaux-Arts de Paris, Inv. EBA 1892[56].

Hôtel Le Gendre d'Armini
- Élévation de la façade sur rue, plume, encre noire et lavis d'encre de Chine, aquarelle bleue, frotté à la sanguine au verso, 0,179 x 0,176 m, Paris, Beaux-Arts de Paris, Inv. EBA 1894[58].
- Élévation de la façade sur jardin, plume, encre noire et lavis d'encre de Chine et aquarelle bleue, frotté à la sanguine au verso, 0,158 x 0,183 m, Paris, Beaux-Arts de Paris, Inv. EBA 1895[59].

Hôtel de Montbazon
- Élévation de la façade sur rue et coupe du principal corps de logis, plume, encre noire et lavis d'encre de Chine, aquarelle bleue et verte, frotté à la sanguine au verso, 0,190 x 0,342 m, Paris, Beaux-Arts de Paris, Inv. EBA 1909[61].

Maison de M. Galpin
- Élévation de la façade sur jardin, plume, encre noire et lavis d'encre de Chine et aquarelle bleue, frotté à la sanguine au verso, 0,157 x 0,220 m, Paris, Beaux-Arts de Paris, Inv. EBA 1889[63].

Maison Regnault
- Élévation de la façade sur jardin, plume, encre noire et lavis d'encre de Chine et aquarelle bleue, frotté à la sanguine au verso, 0,175 x 0,254 m, Paris, Beaux-Arts de Paris, Inv. EBA 1893[65].

Maison de M. Lullin
- Élévation de la façade sur cour, plume, encre noire et lavis d'encre de Chine, frotté à la sanguine au verso, 0,137 x 0,181 m, Paris, Beaux-Arts de Paris, Inv. EBA 1929[67].

## La fin de sa vie
Au début de l'année 1771, Chevotet tombe malade ; trois chirurgiens se succèdent à son chevet, dont l'un lui pose des vésicatoires et des bandages ; il assiste néanmoins à presque toutes les séances de l'Académie royale d'architecture, jusqu'en septembre 1772. Sa dernière maladie, une crise d'apoplexie, l'emporte en deux mois. Jean-Michel Chevotet meurt dans sa maison de la rue Béthisy, le 4 décembre 1772 et est inhumé le lendemain à Saint-Germain-l'Auxerrois. L’écrivain Sedaine lit son éloge à l'Académie.

## Sa descendance
Le 19 septembre 1741, il épouse Anne Catherine Rémond (1712-1786), fille de Nicolas Rémond, secrétaire de l'intendance de Flandre, et d'Anne Mottet. Ils ont deux filles :
- Anne Michelle Chevotet (1743-1807), qui se marie le 18 février 1765 avec Jean-Baptiste Chaussard, associé de son père[69]. Ils ont un fils Pierre-Jean-Baptiste Chaussard, plus connu sous le nom de Publicola Chaussard.
- Marie Chevotet (1754-1833), qui se marie en 1772, avec Jean Simon (1730-1808), avocat en Parlement[70].